# Zubara
Al-Zubara, al-Zubarah o az-Zubarah (àrab: الزبارة, az-Zubāra) és una ciutat en ruïnes al nord-oest de Qatar, a uns 105 km de Doha. Forma part del municipi de Madinat ash Shamal. Fou una ciutat fortificada amb una muralla interior i una exterior. Fou destruïda el 1878. Actualment només resta el fort adaptat primer com a estació de policia i des de 1987 com a museu, i a uns 2 km al nord les restes de l'antic fort de Murair i les muralles; el territori a l'entorn és pla, salinitzat i estèril.
A finals del segle xvii els Utub, procedents de l'Aràbia central, es van establir a al-Zubara; però al segle xviii van emigrar cap al que avui és Kuwait; entre les seves famílies els Al Sabah (família governant a Kuwait), els Al Djalahima, i els Al Khalifa (governant a Bahrain). El 1766 els Al Khalifa van abandonar Kuwait cap a al-Zubara seguits pels Al Djalahima. La ciutat va esdevenir un centre de la pesca de perles especialment des de 1776 quan Bàssora va passar a Pèrsia. Com que el xeic de Bushire els disputava el poder, els Al Khalifa es van apoderar de les illes Bahrain que eren possessió persa. Llavors els Al Khalifa es van instal·lar a Bahrain però van conservar el control de Zubara. La sobirania dels Al Khalifa fou discutida per Rahma ibn Djabir Al Djalahima fins a la seva mort el 1826 però després fou la família Al Thani, basada a l'est de la península, la que va augmentar progressivament el seu poder i va disputar Zubara i el nord-oest de Qatar als Al Khalifa. En aquest temps Zubara tenia unes 400 cases (2.000 habitants).
El 1868 els Al Thani i els britànics van signar el primer tractat que acordava a aquestos darrers el dret d'intervenir en el conflicte amb els Al Khalifa. El 1873 l'agent polític britànic va acordar als Al Khalifa els drets de duana i accés però no la sobirania de Zubara. El 1878 els Al Thani van atacar Zubara i la van destruir. Quan el 1916 Qatar fou reconegut com a protectorat britànic separat el problema no estava resolt i Bahrain reclamava la zona; el 1937 Bahrain va protestar per una enquesta sobre les potencialitats de la zona portuària de Zubara; la tribu local dels Al Naim donava en la seva major part suport als Al Khalifa i els Al Thani els van atacar i derrotar i el juliol de 1937 els Al Thani prenien possessió de Zubara; els Al Khalifa van imposar un embargament comercial que fou la causa d'una gran decadència del nord de Qatar i després de tota la península.
El 1944 els britànics van negociar un arranjament acordant a Bahrain els drets de duana i pastura; però la tensió va subsistir. El 1950 l'embargament fou aixecat a canvi de confirmar el dret de visita de l'emir Al Khalifa i el 1951 els Al Naim, que havien fugit a Bahrain, van poder tornar. El 1953 Bahrain va publicar uns mapes on reclamava la sobirania de Zubara i el 1954 va proclamar la reivindicació de manera oficial. Shaykh Ali Al Thani va respondre reocupant el fort i el 1956 va augmentar els efectius de policia. El 1957 l'agent britànic va proclamar que Bahrain no tenia drets d'extraterritorialitat a la regió el que implicava finalment reconèixer el domini dels Al Thani.
El 1987 la fortalesa fou restaurada i va esdevenir museu. Els anys 1980 i 1990 la qüestió fou altre cop plantejada durant la negociació sobre altres litigis territorials. Qatar va portar unilateral-ment la disputa sobre les illes Hawar a la Cort Internacional de Justícia de la Haia el 1991. Bahrain va protestar i el 1992 va proposar portar conjuntament a la Cort tots els conflictes territorials incloent el de Zubara, però Qatar ho va rebutjar. Finalment Bahrain també ho va portar a la cort internacional que va fallar el 2001 donant les illes Hawar i Qit'at Jaradah a Bahrain i Zubara i l'illa Janan a Qatar. Hi ha un pont planificat entre Zubara i Al-Manama que seria el més llarg del món.